# Перший Всеукраїнський селянський з'їзд

Делегати Першого Всеукраїнського селянського з'їзду

Перший Всеукраїнський селянський з'їзд (1917) — збори виборних представників селян, які проходили 28 травня – 2 червня (10–15 червня) 1917 року у Києві.

## Підготовка до з'їзду. Представництво
Підготовча робота зі скликання Першого Всеукраїнського селянського з'їзду була покладена на організаційний комітет Української селянської спілки. Обраний на початку квітня 1917, комітет розробив порядок денний та норми представництва на з'їзді, згідно з якими волость надсилала одного делегата, а повіт і губернія – по два. На з'їзд прибуло 2500 делегатів, які представляли всі губернії України та місцевості, де переважало українське населення (Київську, Волинську, Подільську, Полтавську, Чернігівську, Катеринославську, Харківську, Херсонську, Таврійську губернії, Кубань і Донщину). Селянські делегати представляли 1000 волостей України. Понад 1500 делегатів прибули з правом вирішального голосу, решта – з дорадчим.
28 травня (10 червня) Обрано президію у складі 15 осіб і секретаріат (2 особи); мандатну комісію (12 осіб) та редколегію у складі 5 осіб. Почесним головою з'їзду делегати одностайно обрали М.Грушевського. Цього ж дня було заслухано привітання від різних організацій та інституцій, українських громад, «розкиданих по всій Росії», та партій.

## Засідання з'їзду

### Заслухані доповіді
- «Про поїздку делегації Української Центральної Ради до Тимчасового уряду в Петроград» (доповідачі М.Ковалевський і Г.Одинець)
- «Про земельну справу в Україні» (доповідач М.Ковалевський)
- «Про земельні комітети в Україні» (доповідач М.Лисий)
- «Про антиукраїнське спрямування російських газет» (доповідач З.Висоцький)

### Інші розглянуті питання
30 травня (12 червня) делегати заслухали телеграму О.Керенського про заборону II Українського військового з'їзду, зачитану В.Винниченком, та позачергову заяву з цього приводу С.Петлюри.
В останній день роботи з'їзду, 2(15) червня, розглянуто питання «Про народну освіту» та проведено вибори до Тимчасової всеукраїнської ради селянських депутатів (до затвердження чи заміни депутатів на місцях). Обрано 134 депутати (замість 212) та Тимчасовий центральний комітет Української селянської спілки з 15 осіб. Згідно з постановою з'їзду, обидві ці інституції, об'єднавшись, вливалися до складу Української Центральної Ради, де їм відводилося 212 місць з правом вирішального голосу.

### Обговорення
З'їзд обговорював питання про відносини між Українською Центральною Радою і Тимчасовим урядом, про поточний момент і ставлення до Тимчасового уряду і війни, про земельну справу в Україні, про земельні комітети, про антиукраїнське спрямування російських газет, про організацію села, про заборону О.Керенським Другого Українського військового з'їзду та інші й ухвалив по них рішення. Гострій критиці були піддані як політика Тимчасового уряду, так і діяльність Центральної Ради в цілому.

## Ухвали з'їзду
Питання про хлібну монополію, вибори до продовольчого і земельного комітетів та ревізійної комісії Української селянської спілки з'їзд доручив розглянути і вирішити новообраній Всеукраїнській раді селянських депутатів, а на УЦР було покладено:
1. розробити статут української автономії;
2. скликати конференцію представників недержавних націй;
3. скликати український територіальний з'їзд.

Рішення Першого Всеукраїнського селянського з'їзду ввійшли складовою частиною до 242 селянських наказів, опублікованих пізніше в Декреті про землю 1917.